# Çò des de Sòpena
Çò des de Sòpena és una casa de Viella, al municipi de Vielha e Mijaran (Vall d'Aran), inclosa a l'Inventari del Patrimoni Arquitectònic de Catalunya.

## Descripció
Çò des de Sòpena és l'exemple d'un habitatge de planta i tipologia tradicional aranesa, en un medi urbà. Casa de secció quadrangular, adossada a una banda a la borda i exempta en l'altra, separada per un "carís". La façana presenta un sòcol amb la lluernera de la cava, i obertures de fàbrica en dues plantes. Damunt de la cornisa les golfes amb dues lucanes i una xemeneia. La coberta d'encavallades de fusta suporta una teulada de pissarra, de dos vessants.
La porta és de fusta pintada de color verd destaca sobre l'arrebossat emblanquinat. Les fulles de la porta són dividides per motllures que determinen plafons rectangulars,verticals i apaïsats, alternativament, decorats amb diversos motius. El pom presenta també un treball remarcable. Damunt de la porta compareix esculpit un escut nobiliari que segueix la forma del quadrilong hispànic, presidit per una corona amb cinc perles a la base. Els quarters d'aquest escut contenen un castell, una mena de boc, un lleó i dues espases creuades, respectivament.

## Història
Pèir Sopena apareix en els Compdes de Viella l'any 1565. Aquest llinatge va destacar en la guerra dels Segadors, de manera que apareix llavors el doctor Pau Sopena com a rector de Viella i síndic general de la Vall (1649), mentre que Pere Sopena va demostrar ser un partidari ferm de Felip IV de Castella quan va participar en l'assalt de Castella i Lleó.